# Liste der Bodendenkmäler in Frankenwinheim
Auf dieser Seite sind die Bodendenkmäler in der unterfränkischen Gemeinde Frankenwinheim zusammengestellt. Diese Tabelle ist eine Teilliste der Liste der Bodendenkmäler in Bayern. Grundlage ist die Bayerische Denkmalliste, die auf Basis des Bayerischen Denkmalschutzgesetzes vom 1. Oktober 1973 erstmals erstellt wurde und seither durch das Bayerische Landesamt für Denkmalpflege geführt wird. Die folgenden Angaben ersetzen nicht die rechtsverbindliche Auskunft der Denkmalschutzbehörde.

## Bodendenkmäler in Frankenwinheim
| Lage       | Objekt                                                                                       | Akten-Nr.     | Bild |
| ---------- | -------------------------------------------------------------------------------------------- | ------------- | ---- |
| (Standort) | Freilandstation des Mesolithikums, Siedlung des Neolithikums, der jüngeren Latènezeit        | D-6-6027-0018 |      |
| (Standort) | Siedlung der Linearbandkeramik.                                                              | D-6-6027-0019 |      |
| (Standort) | Siedlung der Urnenfelderzeit.                                                                | D-6-6027-0020 |      |
| (Standort) | Bestattungsplatz mit verebneten Grabhügeln der Hallstattzeit.                                | D-6-6027-0021 |      |
| (Standort) | Siedlung der Linearbandkeramik.                                                              | D-6-6027-0022 |      |
| (Standort) | Siedlung des Alt- und Mittelneolithikums sowie der Hallstatt- oder der frühen Latènezeit.    | D-6-6027-0023 |      |
| (Standort) | Bestattungsplatz mit Grabhügeln vorgeschichtlicher Zeitstellung.                             | D-6-6027-0024 |      |
| (Standort) | Bestattungsplatz mit Grabhügeln vorgeschichtlicher Zeitstellung.                             | D-6-6027-0025 |      |
| (Standort) | Siedlung des Neolithikums, der Urnenfelderzeit, der Hallstattzeit und der Latènezeit.        | D-6-6027-0130 |      |
| (Standort) | Untertägige Teile der frühneuzeitlichen Kath. Kirche St. Bonifatius in Brünnstadt.           | D-6-6027-0176 |      |
| (Standort) | Siedlung der jüngeren Latènezeit und der römischen Kaiserzeit.                               | D-6-6127-0007 |      |
| (Standort) | Siedlung der Urnenfelderzeit.                                                                | D-6-6127-0010 |      |
| (Standort) | Siedlung der Hallstattzeit.                                                                  | D-6-6127-0011 |      |
| (Standort) | Siedlung der Linearbandkeramik und der jüngeren Latènezeit.                                  | D-6-6127-0013 |      |
| (Standort) | Siedlung des Neolithikums und der Hallstattzeit.                                             | D-6-6127-0016 |      |
| (Standort) | Freilandstation des Paläolithikums und Siedlung der jüngeren Latènezeit.                     | D-6-6127-0017 |      |
| (Standort) | Bestattungsplatz mit Grabhügeln vorgeschichtlicher Zeitstellung.                             | D-6-6127-0023 |      |
| (Standort) | Bestattungsplatz mit verebneten Grabhügeln vorgeschichtlicher Zeitstellung.                  | D-6-6127-0026 |      |
| (Standort) | Kreisgrabenanlage vorgeschichtlicher Zeitstellung.                                           | D-6-6127-0027 |      |
| (Standort) | Siedlung vor- und frühgeschichtlicher Zeitstellung.                                          | D-6-6127-0028 |      |
| (Standort) | Siedlung vor- und frühgeschichtlicher Zeitstellung.                                          | D-6-6127-0029 |      |
| (Standort) | Siedlung vor- und frühgeschichtlicher Zeitstellung.                                          | D-6-6127-0030 |      |
| (Standort) | Siedlung vor- und frühgeschichtlicher Zeitstellung.                                          | D-6-6127-0031 |      |
| (Standort) | Siedlung und Gräberfeld der Urnenfelderzeit.                                                 | D-6-6127-0032 |      |
| (Standort) | Siedlung vor- und frühgeschichtlicher Zeitstellung.                                          | D-6-6127-0033 |      |
| (Standort) | Siedlung vermutlich der Urnenfelderzeit.                                                     | D-6-6127-0168 |      |
| (Standort) | Untertägige Teile der spätmittelalterlichen bis neuzeitlichen Kath. Pfarrkirche St. Johannes | D-6-6127-0195 |      |
| (Standort) | Herrschaftssitz des späten Mittelalters sowie untertägige Teile                              | D-6-6127-0196 |      |
| (Standort) | Siedlung des Mittelneolithikums.                                                             | D-6-6127-0197 |      |
| (Standort) | Siedlung vorgeschichtlicher Zeitstellung.                                                    | D-6-6127-0279 |      |
| (Standort) | Siedlung vorgeschichtlicher Zeitstellung.                                                    | D-6-6127-0280 |      |
| (Standort) | Siedlung der älteren Latènezeit.                                                             | D-6-6127-0282 |      |